# Comté de Stafford (Virginie)
Pour les articles homonymes, voir Comté de Stafford.
Le comté de Stafford est un comté de Virginie, aux États-Unis.